# Konstantinopel
Konstantinopel (græsk: Κωνσταντινούπολις,  tyrkisk Konstantinyé)  var fra 330 til 1930 navnet på byen som i dag kaldes Istanbul i Tyrkiet. Efter 1453 var byen dog kendt under et varierende antal forskellige betegnelser, men det var først efter den tyrkiske sprogreform i 1928, at Tyrkiet formelt insisterede på, at byen fremover skulle benævnes som Istanbul. Før 330 hed byen Byzans eller Byzantium. Navnet Konstantinopel blev givet af kejser Konstantin den Store, der flyttede hovedstaden i Romerriget fra Rom og til byen. Fra det 5. til 7. samt fra det 9. til begyndelse af 13. århundrede var Konstantinopel den største by i Europa.

## Historie
Grundlæggeren af Konstantinopel var den romerske kejser Konstantin den 1 kendt som "den store". I begyndelsen af det 4. århundrede slog han sine rivaler til kejsertronen, stabiliserede riget og befæstede sin magt, han flyttede hovedstaden fra Rom til den lille by Byzans hvor han gengrundlagde byen som "Nova Roma" (dansk: ~ Ny Rom) i 330, men befolkningen kaldte den Konstantinopel som betyder slet og ret "Konstantins by". Efter delingen af Romerriget blev Konstantinopel hovedstad i det østromerske, eller det byzantinske rige. For grækerne var den bare "i Poli" eller "Byen", centrum i grækernes verden og længe den største by i Europa. Blandt nordboere var byen kendt som Miklagård ("Den Store By)".
Konstantinopel blev besat af korsfarerne under det fjerde korstog i 1204 og erobret af Det osmanniske rige i 1453.
Konstantinopel har siden 381 været sæde for den ortodokse kirkes overhoved, den økumeniske patriark. Efter Det osmanniske riges indtagelse af byen indsatte Sultan Mehmed 2. Gennadios II, der var modstander af samarbejde med Paven i Rom, som patriark. Den nuværende økumeniske patriark er Bartholomæus 1.

## Hippodromen
Inde i byen med flere hundred tusinde indbyggere, dominerede Hippodromen med plads til 100.000 tilskuere. Den var det østromerske riges ceremoni- og festplads. Herfra proklamerede kejseren sine beslutninger og forordninger. Over indgangen var det placeret fire heste i bronze, der antydede, hvad Hippodromen egentlig var bygget for, nemlig hestevæddeløb.

## Hagia Sofia
Hagia Sofia (fra græsk: Ἁγία Σοφία, dansk: ~ hellig visdom; latin: Sancta Sophia eller Sancta Sapientia) ligger umiddelbart ved siden af Hippodromen. Hagia Sofia er anlagt af Justinian 1.. Fra den stod færdig i 537 indtil 1453, var den katedralen og sæde for Patriarken af Konstantinopel for Den østlige ortodokse kirke. Den var således det Byzantinske riges største og vigtigste kirke. Efter adskillige reparationer når kuplen 56 meter op over gulvet. Bygningen var en moské fra 1453 til 1931, hvor den blev sekulariseret og åbnede som museum den 1. februar 1935, men kun indtil 2020 derefter blev den til en moské igen.
Da væringerne ankom til "Miklagård" efterlod de sig spor i Konstantinopel, blandt andet runer i Hagia Sofia. På en af søjlerne oppe på galleriet, kan man fortsat læse runeinskriptionen  "Halvdan" i marmoren.

## Det store palads i Konstantinopel
Det store palads i Konstantinopel (latin: Palatium Magnum) blev anlagt af Konstantin den Store, og var placeret mellem Hippodromen og Hagia Sofia. Paladset var den vigtigste kongelige residens for de østromerske eller byzantinske kejsere fra 330 til 1081, og var centrum for kejserlige administration i over 800 år. Kun et par rester og fragmenter af paladsets fundament har overlevet til i dag.
Paladset anses af forskere for at have været en række pavilloner, meget lig det osmanniske Topkapi-palads, der efterfulgte det. Det samlede areal af "Det store palads" oversteg 19.000 m². Paladset stod på en stærkt skrånende bjergside, der skråner næsten 33 meter fra Hippodromen ned til kystlinjen. Den hældende grund nødvendiggjorde opførelsen af store terrassestrukturer. Slotskomplekset  optog seks terrasser ned til kysten.